# Teresa Jędrzejewska-Ścibak

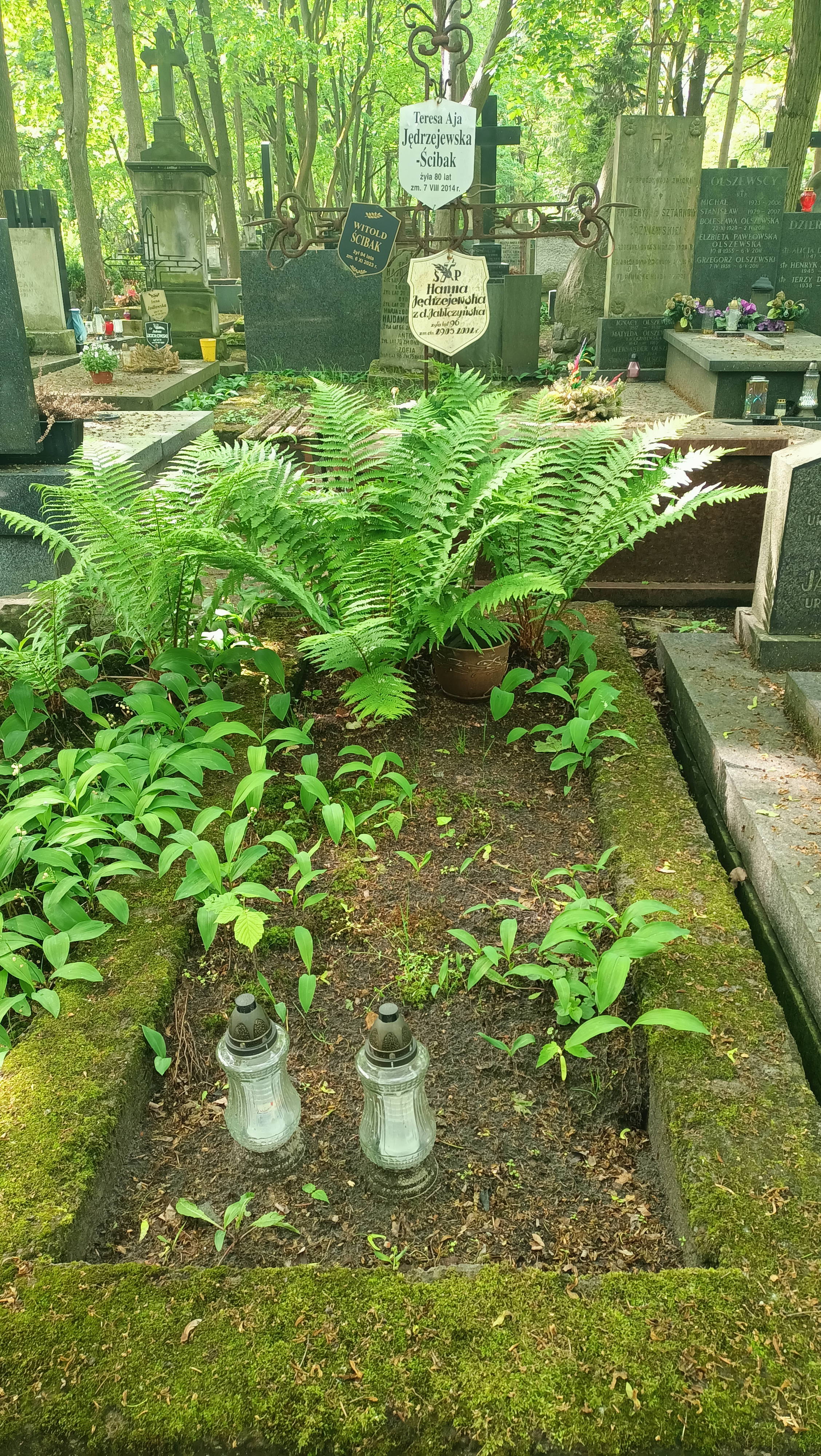
Grób Teresy Jędrzejewskiej-Ścibak na cmentarzu Powązkowskim w Warszawie

Teresa Jędrzejewska-Ścibak (ur. 5 października 1934 w Warszawie, zm. 7 sierpnia 2014 tamże) – polska inżynierka z zakresu inżynierii środowiska, nauczycielka akademicka.

## Życiorys
Była jedyna córką chemiczki i konserwatorki zabytków Hanny Jędrzejewskiej z Jabłczyńskich oraz fotografika Edwarda Jędrzejewskiego.
W 1956 skończyła studia na Wydziale Inżynierii Sanitarnej Politechnice Warszawskiej. Pracowała na tej uczelni od 1955 kolejno jako zastępczyni asystenta, asystentka, starsza asystentka, adiuntka, docentka, profesorka uczelni (1995). Profesurę zwyczajną uzyskała w 1999. W latach 1973–1975 i 1984–1990 pełniła funkcję Prodziekana ds. Naukowych Politechniki Warszawskiej. W latach 1975–1983 (z roczną przerwą) była Wicedyrektorką Instytutu Ogrzewnictwa i Wentylacji. Pełniła też funkcję Kierowniczki Zakładu Wentylacji i Klimatyzacji (1991–1994).
Od 1984 należała, jako członkini z wyboru (1984–2008), do Komitetu Inżynierii Lądowej i Wodnej PAN (Sekcja Ogrzewnictwa i Wentylacji oraz Fizyki Budowli, w latach 1983–1984 oraz 1999–2002 była wiceprzewodniczącą sekcji). Od 1991 była członkinią International Institute of Refrigeration w Paryżu (komisja zajmująca się klimatyzacją). W latach 1993–1999 była delegatką Polski do tej instytucji (komisja E-1). Należała do International Society of Built Enviroment. W latach 1995–2002 była członkinią rady tej organizacji. Należała do rady naukowej Centralnego Instytutu Ochrony Pracy, Instytutu Techniki Budowlanej oraz Centralnego Ośrodka Badawczo-Rozwojowego Techniki Instalacyjnej. Uczestniczyła w pracach i od 1994 była przewodniczącą Normalizacyjnej Komisji Problemowej ds. Jakości Powietrza Wnętrz. W latach 1991–1995 współpracowała z International Conseil for Building Research Studies and Documentation „CIB NATO – Commitee” on the Challenges of Modern Society. Była członkinią-założycielką Stowarzyszenia Polska Wentylacja. Należała do Polskiego Zrzeszenia Inżynierów i Techników Sanitarnych. 
Naukowo zajmowała się wentylacją, klimatyzacją, kreacją jakości powietrza w pomieszczeniach, racjonalizacją wykorzystania energii. Popularyzowała te zagadnienia, m.in. organizując konferencje i publikując.
Została odznaczona Medalem Komisji Edukacji Narodowej, Krzyżem Kawalerskim Orderu Odrodzenia Polski i Złotym Krzyżem Zasługi. Dostała nagrodę ministerialną (1973) i wielokrotnie nagrody uczelniane.
W 2004 przekazała w darze dla Muzeum Narodowego w Warszawie spuściznę matki opracowaną przez jej współpracownice Z. Wąsowską i A. Szczepańską.
Od 2007 przebywała na emeryturze.
Pochowano ją na Cmentarzu Powązkowskim (K-3-27) z rodzicami.